# Sports Illustrated
A Sports Illustrated heti rendszerességgel megjelenő sportmagazin az Amerikai Egyesült Államokban, a Time Warner médiakonglomerátum tulajdonában. 1954-ben alapították, 2007-ben 3,5 millió előfizetővel rendelkezett és hetente huszonhárom millió felnőtt (ebből 18 millió férfi) olvasta.
A '30-as, '40-es években két magazin is indult Sports Illustrated néven, mindkettő halva született, majd Henry Luce a sok szkeptikus hang ellenére eldöntötte, hogy egy heti sportmagazint indít.  A napilapoknak akkoriban is volt sportmellékletük, és úgy vélték, sporttal nem lehet heti rendszerességgel megtölteni egy magazint, főleg nem télen. Ettől függetlenül meg akarták venni a Sports nevet 200 000 dollárért, de ez nem sikerült, majd a Sports Illustrated nevet sikerült 10 000 dollárért megvenni, ezért lett ez a neve.
A Sports Illustrated 1954 óta minden évben meghirdeti az Év sportolója díjat. Tiger Woods az egyetlen, akinek két alkalommal is sikerült ezt elnyernie. 2008-ban a pekingi olimpián nyolc aranyérmet szerző Michael Phelpsnek ítélték a címet. 
1964 óta évente megjelenik fürdőruha-kiadványa (Sports Illustrated-Swimmsuite Issue), amelyben híres modellek egzotikus helyszíneken mutatnak be fürdőruhákat. A megjelenéshez TV show-t, videót és naptárakat is gyártanak.

## Külső hivatkozások
- weboldal Archiválva 2012. augusztus 22-i dátummal a Wayback Machine-ben